# Selenophanes excultus
Selenophanes excultus är en fjärilsart som beskrevs av Hans Ferdinand Emil Julius Stichel 1901. Selenophanes excultus ingår i släktet Selenophanes och familjen praktfjärilar. Inga underarter finns listade i Catalogue of Life.